# State of the Nation (chanson de New Order)
Pour les articles homonymes, voir State of the Nation.
Singles de New Order
Shellshock
(1986) Bizarre Love Triangle
(1986)
State of the Nation est le treizième single du groupe New Order sorti le 15 septembre 1986, juste avant l'album Brotherhood dans lequel il figure dans une version différente. Cette chanson prend l'aspect d'une protest song.

## Historique
John Robie (en) produisit la face B, Shame of The Nation, marquant la troisième collaboration avec le groupe.